# Ліберальна партія Молдови
Ліберальна партія Молдови (рум. Partidul Liberal din Moldova, PL, ЛПМ) — право-центристська політична партія в Молдові. Раніше партія мала назву Партія реформ і до 2005 а була близька до християнських демократів. Утворена 5 вересня 1993 року. Партію очолює Міхай Ґімпу.